# Brackenridgea
Brackenridgea es un género de plantas fanerógamas que pertenecen a la familia Ochnaceae.  Comprende 21 especies descritas y de estas, solo 10 aceptadas.

## Taxonomía
El género fue descrito por Asa Gray y publicado en United States Exploring Expedition [15]1: 361. 1854. La especie tipo es:  Brackenridgea nitida A.Gray
Etimología
Brackenridgea: nombre genérico que fue otorgado en honor del botánico William Dunlop Brackenridge.

## Especies aceptadas
A continuación se brinda un listado de las especies del género Brackenridgea  aceptadas hasta mayo de 2014, ordenadas alfabéticamente. Para cada una se indica el nombre binomial seguido del autor, abreviado según las convenciones y usos: 
- Brackenridgea alboserrata (Engl.) Tiegh.
- Brackenridgea arenaria (De Wild. & T.Durand) N.Robson
- Brackenridgea elegantissima (Wall.) Kanis
- Brackenridgea fascicularis (Blanco) Fern.-Vill.
- Brackenridgea forbesii Tiegh.
- Brackenridgea madecassa (H. Perrier) Callm.
- Brackenridgea nitida A.Gray
- Brackenridgea palustris Bartell.
- Brackenridgea tetramera (H. Perrier) Callm.
- Brackenridgea zanguebarica Oliv.